# هيو بيرد (لاعب كريكت)
هيو بيرد (27 ديسمبر 1911 - 18 يوليو 1965) (بالإنجليزية: Hugh Baird)‏ هو لاعب كريكت أسترالي.

## وصلات خارجية
- هيو بيرد على موقع إي آس بي آن كريك إنفو (الإنجليزية)